# Бурхард II (герцог Швабії)
Бурхард II (нім. Burchard II.; 883/884 — 29 квітня 926) — 3-й герцог Швабії в 917—926 роках. Відновив та посилив вплив свого роду в Швабії.

## Життєпис
Походив з алеманського роду Бурхардінгерів. Старший син Бурхарда I, герцога Швабії, та Лютгарди Саксонської, дочки Людольфа, герцога Саксонії. Народився у 883 або 884 році. 904 року оженився з донькою графа Цюріхгау. 909 року батько став герцогом, але 911 року за рішенням короля Конрада I був страчений. Бурхард разом з братом Удальріхом втік до Північної Італії.
Повернувся до Швабії наприкінці 913 або на початку 914 року, де отаборився в Гоентвілі. Бурхард оголосив себе маркграфом Реції. Його взяли в облогу королівські війська. Але Бурхард чинив спротив до 915 року, коли до Швабії з військом вдерся Ерхангер, герцог Швабії, та його брат Бертольд. Невдовзі повстав стриєчний брат Бурхарда — Генріх, герцог Саксонії. Після цього з Ерхангером в битві біля Вальвіса в Геґау завдав поразки королю Конраду I.
Король Конрад I в свою чергу звернувся по допомогу до церкви. У вересні 916 року в Гоенальтгаймі зібрав синод, в якому взяв участь вищий клір Франконії, Швабії та Баварії, а також папський легат. Синод підтримав короля і засудив Ерхангера і Бертольда на довічне ув'язнення. Намагаючись примиритися з королем, брати 917 року прибули до королівського двору, проте Конрад I всупереч рішенню синоду наказав стратити Ерхангера, Бертольда і їх небожа Ліуфріда.
У відповідь Бурхарда було обрано новим герцогом Швабії, він вступив у союз з Арнульфом, герцогом Баварії. У 919 році після смерті Конрада I підтримав обрання новим володарем Німеччини Генріха, герцога Саксонії. Натомість той визнав Бурхарда II герцогом Швабії. Того ж року після смерті впливового констанцького єпископа Солома III поширив вплив на Цюріхгау і Тургау, які передав братові Удальріху. Король Генріх I також надав Бурхарду II право розпоряджатися церковними посадами в Швабії. До 920 року заснував монастир Св. Маргарити в Вальдкірху.
926 року Бурхард II виступив на допомогу Рудольфу II, королю Бургундії та Італії, проти якого виступив Гуго Бозонид. Втім біля Новари швабське військо потрапило у засідку й зазнало нищівної поразки, а сам Бурхард II загинув, після цього король передав Швабію Герману фон дер Веттерау.

## Родина
Дружина — Регелінда, донька Ебергарда I, графа в Цюріхгау.
Діти:
- Гізела (бл. 905—923/925), абатиса монастиря Св. Маргарити в Вальдкірхі
- Гіха (бл. 905 — після 950), дружина графа Вернера V фон Герренберг
- Бурхард (бл. 906—973), герцог Швабії у 954—973 роках
- Берта (бл. 907—961), дружина: 1) Рудольфа II, короля Бургундії і Італії; 2) Гуго, короля Італії та Нижньої Бургундії
- Адальріх (пом. після 973), чернець в абатстві Айнзідельн